# 127-й истребительный авиационный полк
127-й истребительный авиационный Варшавский Краснознамённый полк — воинская часть Военно-Воздушных сил (ВВС) Вооружённых Сил РККА, принимавшая участие в боевых действиях Великой Отечественной войны.

## История
Полк формировался с марта 1940 года в Бобруйске.
В составе действующей армии во время ВОВ c 22 июня 1941 по 28 июня 1941, с 26 июля 1941 по 25 июня 1942, с 22 октября 1942 по 3 марта 1943 и с 3 июня 1943 по 9 мая 1945 года.
На 22 июня 1941 года постоянно базируется в Скидели, однако самолёты находились на полевом аэродроме в Лесище близ деревни Прудцы Щучинского района Гродненской области. На вооружении полка состояли истребители И-15 бис и И-153 в количестве 72 самолётов из них 7 неисправных. Задачей полка было прикрытие административного и военного центра Гродно, переправ через Неман, а также железнодорожной станции Мосты и развилки железнодорожной ветки Гродно-Лида-Волковыск.
В 3:25 утра 22 июня 1941 года в полку была объявлена тревога, в 9:20 самолёты вылетели на перехват бомбардировщиков противника, осуществляющих налёт на соседний аэродром. В первый день войны полк совершил 172 боевых вылета, потерял 13 самолётов и 14 лётчиков, из них 5 раненными. Уничтожил в воздушных боях в первый день по своим отчётам 20 самолётов противника, что явилось лучшим результатом для истребительных полков Западного фронта. Ведёт боевые действия в Белоруссии до 28 июня 1941 года, после чего выведен на доукомплектование.
C конца июля 1941 года принимал участие в Смоленском сражении, в сентябре 1941 года действует на подступах к Москве, так, например, полк штурмует аэродром Сеща, скопление мотомеханизированных частей в деревне Рябчичи, 21 сентября 1941 года штурмует вражеский аэродром в районе Ельни.
В 20-х числах сентября 1941 года, пополненный одной эскадрильей из 29-го истребительного полка на самолётах И-16, перелетел из Подмосковья на Ленинградский фронт, с 23 сентября 1941 года базируется на аэродроме у деревни Кайвакса. На полк была возложена задача сопровождения транспортных самолётов в блокированный Ленинград и из Ленинграда на Большую землю, чем полк был занят вплоть до июня 1942 года. В конце октября 1941 года, в связи с немецким наступлением на Тихвин, полк перелетел в Подборовье. В 1941 году полк был вооружён самолётами И-16 и И-153, также имея в распоряжении некоторое количество МиГ-3. В 1942 году полк начал перевооружение самолётами Як-1, в ходе войны перевооружался самолётами Як-7 и Як-9
Наряду с конвоем самолётов, полк выполнял и другие задачи, так во время боёв в районе Тихвина, прикрывает с воздуха выгрузку и движение от аэродрома прибывающих войск, до февраля 1942 года, пока не был сменён 196-м полком прикрывает также железнодорожный узел Тихвин, весной 1942 года поддерживает советские войска в районе Шала, Зенино, Кондуя, Погостье, Спасская Полисть.
25 июня 1942 года полк выведен на переформирование. В октябре 1942 года вошёл в состав 282-й истребительной авиадивизии и действовал в её составе до конца войны.
С 4 ноября 1942 года по 1 января 1943 года полк действует над Сталинградом.
С июня 1943 года действует в Орловской области, с июля 1943 года принимает участие в Курской битве, так, 7 июля 1943 года под Орлом сопровождает 18 бомбардировщиков B-3, при бомбардировке железнодорожных эшелонов из станции Змиевка. Затем поддерживает советские войска в ходе Орловской операции.
Осенью 1943 года — в ходе Гомельско-Речицкой операции.
Зимой 1944 года — в ходе Калинковичско-Мозырьской операции, так 15 февраля 1944 года ведёт боевые действия в районе Калинковичи.
Летом 1944 года принимает участие в Белорусской операции.
Осенью 1944 года обеспечивает воздушное пространство над плацдармами над Вислой.
С января 1945 года действует в ходе Варшавско-Познанской наступательной операции, отличился при освобождении Варшавы, затем прикрывает переправы на Одере, на заключительном этапе войны принимает участие в Берлинской наступательной операции.
После войны переименован в 676-й истребительный авиационный полк.
С 1 ноября 1960 года переформирован в 538-й зенитно-ракетный Варшавский Краснознамённый полк ПВО.

## Подчинение
| Дата            | Фронт (округ)                                              | Армия                | Корпус                                | Дивизия                                      | Примечания               |
| --------------- | ---------------------------------------------------------- | -------------------- | ------------------------------------- | -------------------------------------------- | ------------------------ |
| 22.06.1941 года | Западный фронт                                             | -                    | -                                     | 11-я смешанная авиационная дивизия           | -                        |
| 01.07.1941 года | -                                                          | -                    | -                                     | -                                            | на переформировании      |
| 10.07.1941 года | -                                                          | -                    | -                                     | -                                            | на переформировании      |
| 01.08.1941 года | Резервный фронт                                            | -                    | -                                     | 12-я смешанная авиационная дивизия           | -                        |
| 01.09.1941 года | Резервный фронт                                            | 43-я армия           | -                                     | -                                            | -                        |
| 01.10.1941 года | Ленинградский фронт                                        | -                    | -                                     | 39-я истребительная авиационная дивизия      | -                        |
| 01.11.1941 года | Ленинградский фронт                                        | -                    | -                                     | 39-я истребительная авиационная дивизия      | -                        |
| 01.12.1941 года | Ленинградский фронт                                        | -                    | -                                     | 39-я истребительная авиационная дивизия      | -                        |
| 01.01.1942 года | Ленинградский фронт                                        | -                    | -                                     | 39-я истребительная авиационная дивизия      | -                        |
| 01.02.1942 года | Ленинградский фронт                                        | -                    | -                                     | 39-я истребительная авиационная дивизия      | -                        |
| 01.03.1942 года | Ленинградский фронт                                        | 54-я армия           | -                                     | -                                            | -                        |
| 01.04.1942 года | Ленинградский фронт                                        | 54-я армия           | -                                     | -                                            | -                        |
| 01.05.1942 года | Ленинградский фронт (Группа войск Волховского направления) | 54-я армия           | -                                     | -                                            | -                        |
| 01.06.1942 года | Ленинградский фронт (Волховская группа войск)              | 54-я армия           | -                                     | -                                            | -                        |
| 01.07.1942 года | Резерв Ставки ВГК                                          | -                    | -                                     | -                                            | -                        |
| 01.08.1942 года | Приволжский военный округ                                  | -                    | -                                     | -                                            | -                        |
| 01.09.1942 года | Сибирский военный округ                                    | -                    | -                                     | -                                            | -                        |
| 01.10.1942 года | Резерв Ставки ВГК                                          | -                    | 1-й истребительный авиационный корпус | 282-я истребительная авиационная дивизия     | -                        |
| 01.11.1942 года | Ставка ВГК                                                 | -                    | 2-й истребительный авиационный корпус | 282-я истребительная авиационная дивизия     | -                        |
| 01.12.1942 года | Юго-Западный фронт                                         | 17-я воздушная армия | -                                     | 282-я истребительная авиационная дивизия     | -                        |
| 01.01.1943 года | Юго-Западный фронт                                         | 17-я воздушная армия | -                                     | 282-я истребительная авиационная дивизия     | -                        |
| 01.02.1943 года | Юго-Западный фронт                                         | 17-я воздушная армия | -                                     | 282-я истребительная авиационная дивизия     | -                        |
| 01.03.1943 года | Юго-Западный фронт                                         | 17-я воздушная армия | -                                     | 282-я истребительная авиационная дивизия     | -                        |
| 01.04.1943 года | Резерв Ставки ВГК                                          | -                    | -                                     | 282-я истребительная авиационная дивизия     | -                        |
| 01.05.1943 года | Резерв Ставки ВГК                                          | -                    | 6-й смешанный авиационный корпус      | 282-я истребительная авиационная дивизия     | -                        |
| 01.06.1943 года | Резерв Ставки ВГК                                          | -                    | 6-й смешанный авиационный корпус      | 282-я истребительная авиационная дивизия     | -                        |
| 01.07.1943 года | Центральный фронт                                          | 16-я воздушная армия | 6-й смешанный авиационный корпус      | 282-я истребительная авиационная дивизия     | -                        |
| 01.08.1943 года | Центральный фронт                                          | 16-я воздушная армия | 6-й смешанный авиационный корпус      | 282-я истребительная авиационная дивизия     | -                        |
| 01.09.1943 года | Центральный фронт                                          | 16-я воздушная армия | 6-й смешанный авиационный корпус      | 282-я истребительная авиационная дивизия     | -                        |
| 01.10.1943 года | Центральный фронт                                          | 16-я воздушная армия | 6-й смешанный авиационный корпус      | 282-я истребительная авиационная дивизия     | -                        |
| 01.11.1943 года | Белорусский фронт                                          | 16-я воздушная армия | 6-й смешанный авиационный корпус      | 282-я истребительная авиационная дивизия     | -                        |
| 01.12.1943 года | Белорусский фронт                                          | 16-я воздушная армия | 6-й смешанный авиационный корпус      | 282-я истребительная авиационная дивизия     | -                        |
| 01.01.1944 года | Белорусский фронт                                          | 16-я воздушная армия | 6-й смешанный авиационный корпус      | 282-я истребительная авиационная дивизия     | -                        |
| 01.02.1944 года | Белорусский фронт                                          | 16-я воздушная армия | 6-й смешанный авиационный корпус      | 282-я истребительная авиационная дивизия     | -                        |
| 01.03.1944 года | 1-й Белорусский фронт                                      | 16-я воздушная армия | 6-й смешанный авиационный корпус      | 282-я истребительная авиационная дивизия     | -                        |
| 01.04.1944 года | 1-й Белорусский фронт                                      | 16-я воздушная армия | 6-й смешанный авиационный корпус      | 282-я истребительная авиационная дивизия     | -                        |
| 01.05.1944 года | 1-й Белорусский фронт                                      | 16-я воздушная армия | 6-й смешанный авиационный корпус      | 282-я истребительная авиационная дивизия     | -                        |
| 01.06.1944 года | 1-й Белорусский фронт                                      | 16-я воздушная армия | 6-й смешанный авиационный корпус      | 282-я истребительная авиационная дивизия     | -                        |
| 01.07.1944 года | 1-й Белорусский фронт                                      | 16-я воздушная армия | 6-й смешанный авиационный корпус      | 282-я истребительная авиационная дивизия     | -                        |
| 01.08.1944 года | 1-й Белорусский фронт                                      | 16-я воздушная армия | 6-й смешанный авиационный корпус      | 282-я истребительная авиационная дивизия     | -                        |
| 01.09.1944 года | 1-й Белорусский фронт                                      | 16-я воздушная армия | -                                     | 282-я истребительная авиационная дивизия     | -                        |
| 01.10.1944 года | 1-й Белорусский фронт                                      | 16-я воздушная армия | -                                     | 282-я истребительная авиационная дивизия     | -                        |
| 01.11.1944 года | 1-й Белорусский фронт                                      | 16-я воздушная армия | -                                     | 282-я истребительная авиационная дивизия     | -                        |
| 01.12.1944 года | 1-й Белорусский фронт                                      | 16-я воздушная армия | -                                     | 282-я истребительная авиационная дивизия     | -                        |
| 01.01.1945 года | 1-й Белорусский фронт                                      | 16-я воздушная армия | -                                     | 282-я истребительная авиационная дивизия     | -                        |
| 01.02.1945 года | 1-й Белорусский фронт                                      | 16-я воздушная армия | -                                     | 282-я истребительная авиационная дивизия     | -                        |
| 01.03.1945 года | 1-й Белорусский фронт                                      | 16-я воздушная армия | -                                     | 282-я истребительная авиационная дивизия     | -                        |
| 01.04.1945 года | 1-й Белорусский фронт                                      | 16-я воздушная армия | -                                     | 282-я истребительная авиационная дивизия     | -                        |
| 01.05.1945 года | 1-й Белорусский фронт                                      | 16-я воздушная армия | -                                     | 282-я истребительная авиационная дивизия     | -                        |
| 01.06.1945 года | Группа советских оккупационных войск в Германии            | 16-я воздушная армия | -                                     | 282-я истребительная авиационная дивизия     | -                        |
| 01.01.1946 года | -                                                          | Бакинская армия ПВО  | -                                     | 282-я истребительная авиационная дивизия     | -                        |
| 20.02.1949 года | -                                                          | Бакинская армия ПВО  | -                                     | 216-я истребительная авиационная дивизия ПВО | переименован в 676-й иап |

## Командиры
- Гордиенко, Андрей Васильевич , подполковник, по июнь 1941 года
- Богданов П. А., майор, врид с июня по сентябрь 1941 года
- В. В. Пузейкин, майор (затем подполковник) с сентября 1941 до окончания войны

## Награды и наименования
| Награда                | Дата       | За что получена                                   |
| ---------------------- | ---------- | ------------------------------------------------- |
| Орден Красного Знамени | 02.08.1944 | За успешные действия в боях за плацдармы на Висле |
| «Варшавский»           | 19.02.1945 | за отличие боях за овладение городом Варшавой     |

## Отличившиеся воины полка
| Награда | Ф. И.О.                       | Должность                                                                                 | Звание           | Дата награждения | Данные о вылетах                                                                                                | Примечания |
| ------- | ----------------------------- | ----------------------------------------------------------------------------------------- | ---------------- | ---------------- | --- | --- |
|         | Данилов, Андрей Степанович    | Заместитель командира эскадрильи по политической части                                    | старший политрук | 08.07.1941       | - | 22.06.1941 совершил таран, представлен посмертно, но выжил |
|         | Савченко, Александр Петрович  | Командир эскадрильи                                                                       | подполковник     | 04.02.1944       | к моменту представления 424 боевых вылета, в 64 воздушных боях сбил лично 11 и в группе 15 самолётов противника | - |
|         | Трещёв, Константин Михайлович | Командир эскадрильи                                                                       | Капитан          | 02.08.1944       | к моменту представления 490 боевых вылетов, в воздушных боях сбил 26 самолётов противника.                      | награждён, будучи уже переведённым инструктором-лётчиком управления истребительной авиации Главного управления боевой подготовки фронтовой авиации ВВС Красной Армии |
|         | Химич, Фёдор Васильевич       | помощник командира 282-й истребительной авиационной дивизии по воздушно-стрелковой службе | майор            | 26.10.1944       | к моменту представления 535 боевых вылетов; в воздушных боях лично сбил 13 и в паре 4 самолёта противника.      | - |

## Интересные факты
- Некоторое время начальником штаба полка был подполковник Пётр Николаевич Лермонтов, правнучатый племянник Михаила Юрьевича Лермонтова.[5]
- Первым кавалером ордена Красного Знамени в вооружённых силах СССР во время Великой Отечественной войны стал заместитель командира эскадрильи по политчасти именно этого полка старший политрук Александр Артёмов. 22 июня 1941 года лётчик совершил девять боевых вылетов и в воздушном бою сбил три самолёта противника.